# Pfaffenhofen an der Ilm (stad)
Pfaffenhofen an der Ilm is een gemeente in de Duitse deelstaat Beieren. Het is de Kreisstadt van het Landkreis Pfaffenhofen an der Ilm. De stad telt 26.272 inwoners.

## Geschiedenis
Pfaffenhofen wordt voor het eerst in een document vermeld in het jaar 1140. 
In 1197 verkreeg het marktrecht en in 1318 uit handen van keizer Lodewijk de Beier stadsrecht; pas in 1438 overigens wordt Pfaffenhofen voor het eerst als stad vermeld. Van 1387 tot 1389 woedde in de streek een burgeroorlog, die in Duitse geschiedenisboeken Großer Städtekrieg wordt genoemd. Tijdens deze oorlog werd Pfaffenhofen in 1388 geheel vernietigd, maar enige jaren later herbouwd.  Na de Reformatie  in de 16e eeuw bleef de stad overwegend rooms-katholiek; de meerderheid van de christenen te Pfaffenhofen is nog steeds deze gezindte toegedaan.
Grote oorlogsellende trof de stad daarna in 1632-34 (Dertigjarige Oorlog), 1704 en 1745 (Oostenrijkse Successieoorlog).
In 1867 verkreeg Pfaffenhofen aansluiting op het spoorwegnet. In 1932 stichtte Georg Hipp een onderneming, die tot op de huidige dag voort bestaat en die o.a. babyvoeding produceert.
In de periode van het Derde Rijk had Adolf Hitlers NSDAP relatief veel aanhang in Pfaffenhofen. Na de Tweede Wereldoorlog nam de bevolking sterk toe door de noodzakelijke huisvesting van Heimatvertriebene.
In 1981 werd een paardenrenbaan voor de drafsport met de naam Hopfenmeile geopend.
Pfaffenhofen ligt in een gebied, nabij de Donau en haar zijrivieren Paar en, meer oostelijk,Ilm (zie: Abens), dat niet vrij is van overstromingsgevaar. Op 2 juni 2013 (Pinksterhoogwater) kon door het massaal aanbrengen van zandzakken, op de juiste wijze bedienen van sluizen en stuwen, en het leegpompen van laag gelegen stadsdelen een overstromingsramp juist verhinderd worden.
Sinds 2010 wordt veel gedaan aan maatregelen ter bevordering van een goed leefmilieu en bestrijding van de opwarming van de aarde. In de plattelandsgedeelten van de gemeente wordt biologische landbouw sterk bevorderd; verder rijdt ter bestrijding van autogebruik een goedkope stadsbuslijn, die elektrische bussen gebruikt.

## Geografie
Pfaffenhofen an der Ilm heeft een oppervlakte van 92,39 km² en ligt in het zuiden van Duitsland.
De stad ligt aan de Ilm, een zijrivier van de Abens, die op haar beurt een zijrivier van de Donau is. De stad ligt in een heuvelgebied met de naam Hallertau met toppen tot circa 540 m boven de zeespiegel.

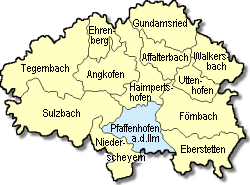
De in 1972 stadsdelen geworden dorpen rondom Pfaffenhofen

## Verkeer
Hoofdverkeersaders in Pfaffenhofen zijn onder andere de Autobahn A9, de Autobahn A93 en de Bundesstraße 13.
De stad heeft een station aan een spoorlijn van München naar Ingolstadt, afstand respectievelijk 50 en 31 km.

## Economie
Belangrijke bedrijven te Pfaffenhofen zijn o.a. Hipp Babyvoeding, met een groot fabrieks- en kantoorgebouw, en een fabriek van Panasonic, die relais voor industriële toepassingen maakt.
Verder zijn in de stad talrijke regionale juridische en ambtelijke instanties gevestigd.
De deels rondom Pfaffenhofen gelegen Hallertau, een gebied van 2.400 km2 is sedert de 8e eeuw bekend vanwege de verbouw van hop. In 2016 was het areaal hop-plantages ongeveer 15.500 hectare. Circa 85% van de totale Duitse hop-oogst komt uit dit gebied. In de Hallertau worden ook veel asperges verbouwd.

## Bezienswaardigheden, toerisme
- Stedelijke, van oorsprong middeleeuwse, in de 17e eeuw gerenoveerde,  parochiekerk Johannes de Doper, en de ertegenover staande Spitalkirche (Hospitaalkerk), beide met interieur in barok en rococostijl.
- Ook verscheidene bij de stad behorende dorpen hebben een in deze stijl ingerichte dorpskerk.
- Talrijke wandel- en hardloopparcoursen  in de bossen rondom de stad en in het dal van de Ilm

## Afbeeldingen

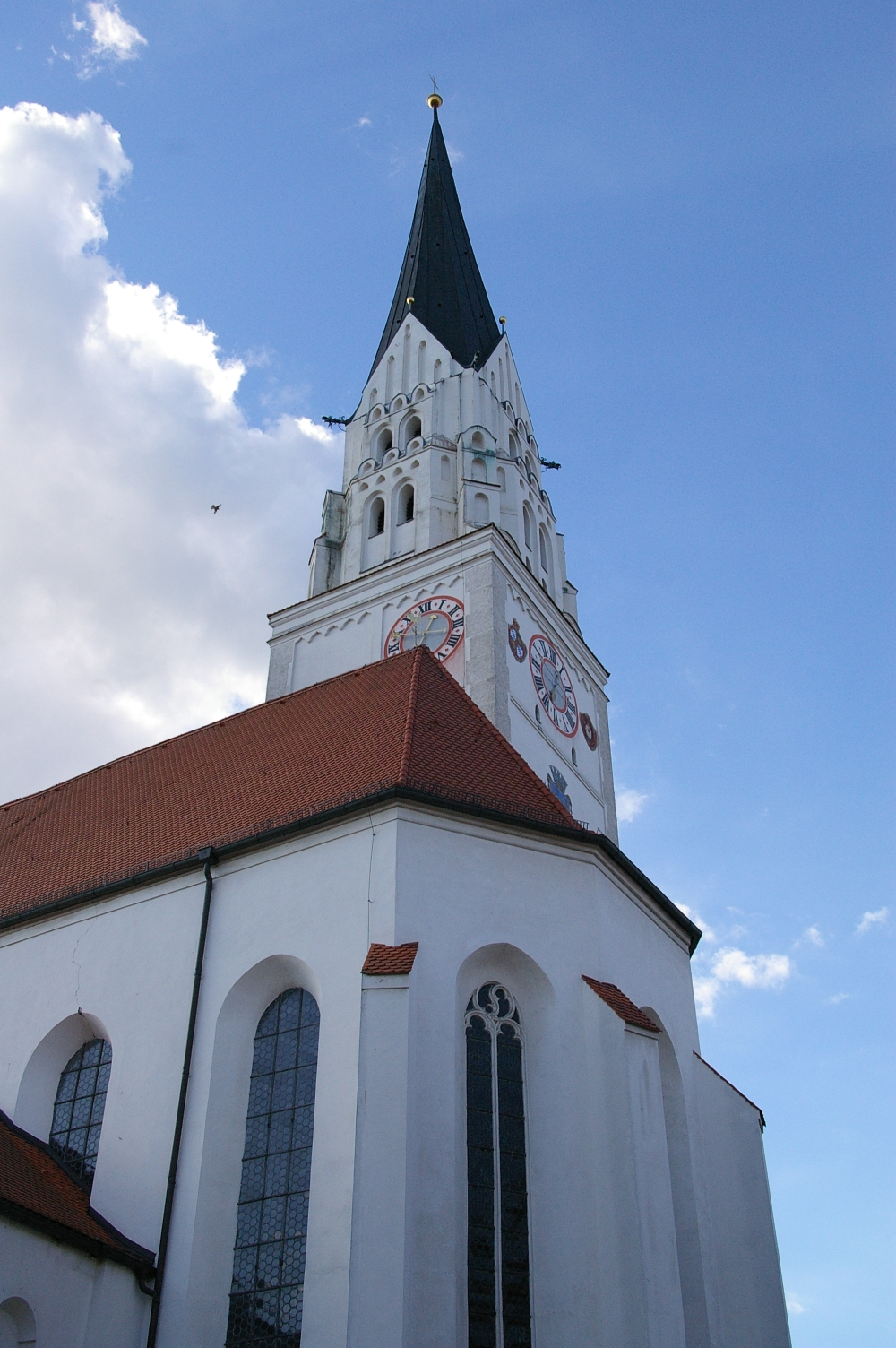
St. Johannes Baptist te Pfaffenhofen an der Ilm
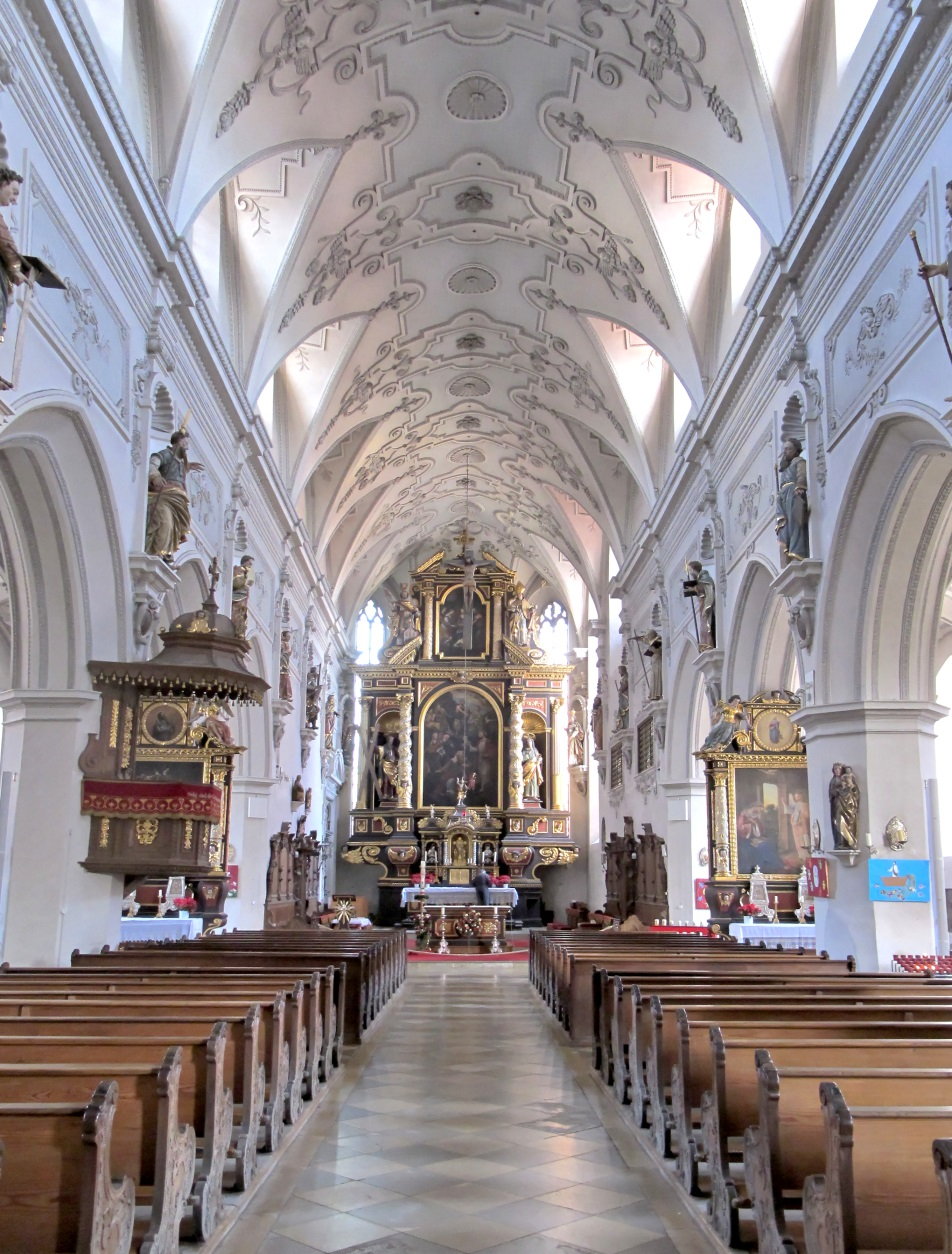
Interieur van deze kerk
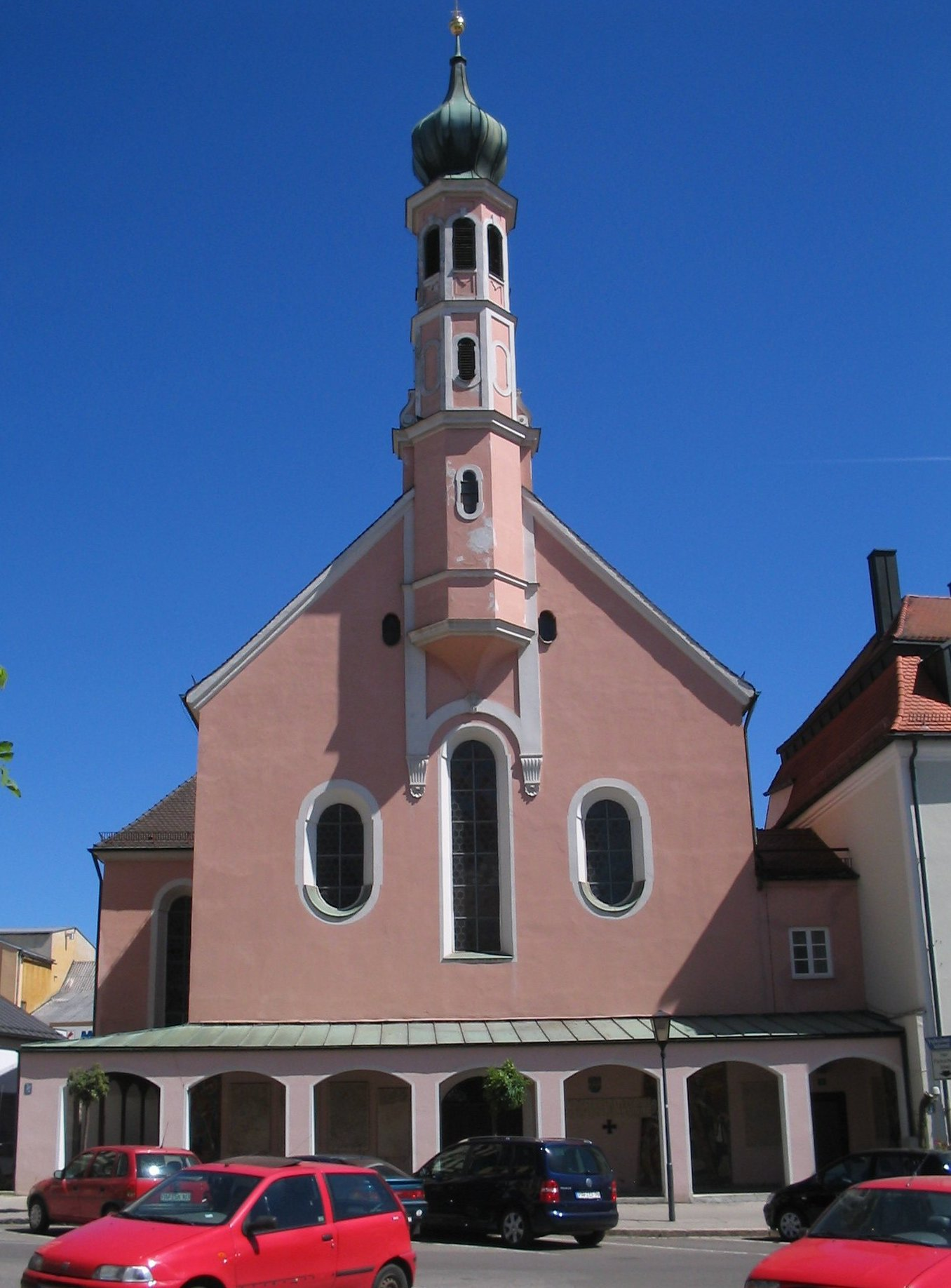
H.-Geest- of Hospitaalkerk
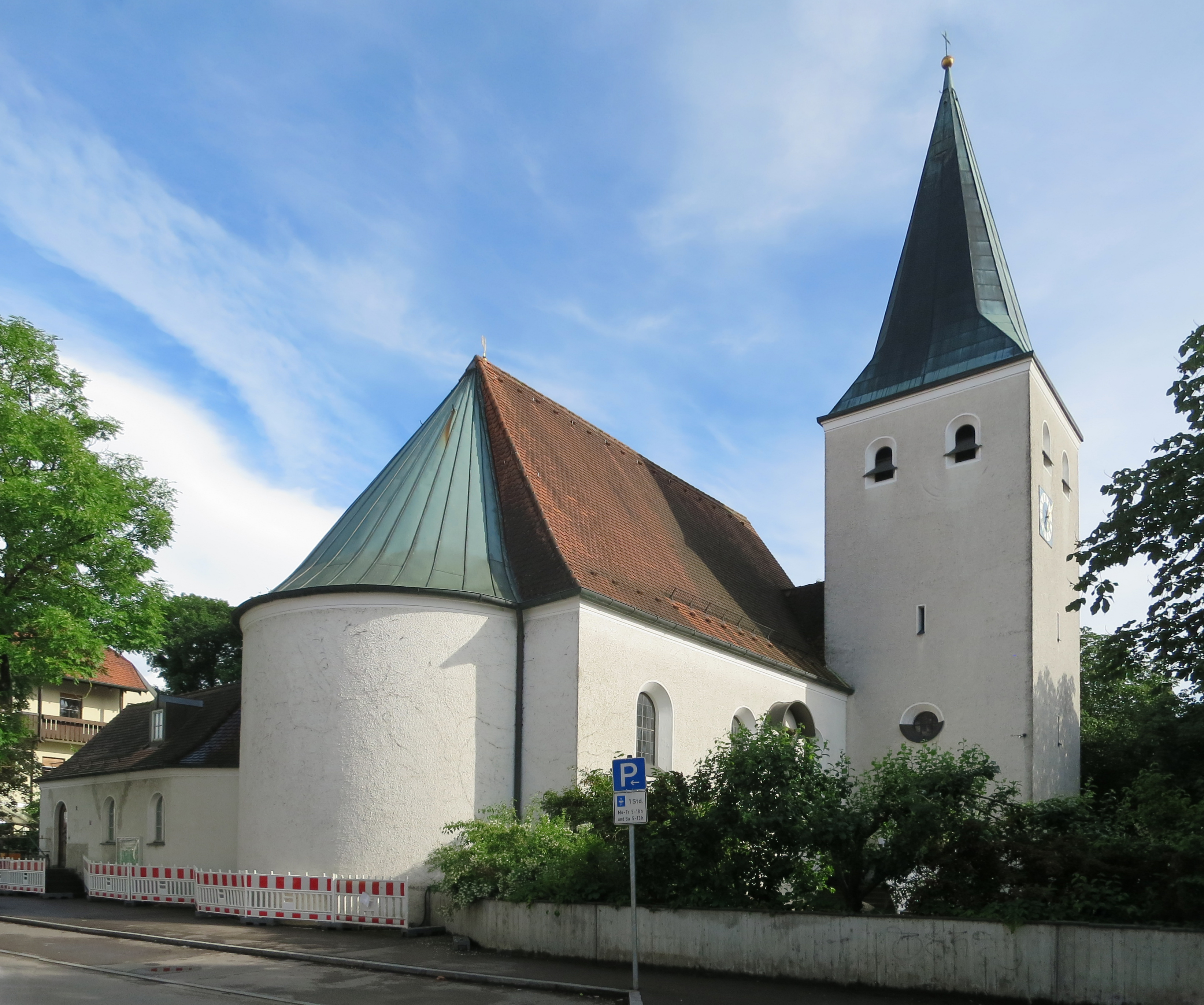
Evangelisch-lutherse Kruiskerk, Pfaffenhofen an der Ilm